# Tereza Beranová
Tereza Beranová (* 23. listopadu 1998 Jablonec nad Nisou) je česká reprezentantka v běhu na lyžích. Prosazuje se především ve sprintu.

## Sportovní kariéra
Pochází z Jablonce nad Nisou a celá její rodina lyžuje. Rodiče ji od tří let s bratrem a sestrou dali na lyžování, ale ze sourozenců vydržela jen ona.
Ve Světovém poháru poprvé startovala ve svých dvaceti letech ve švýcarském Davosu ve sprinterském závodu. Již při svém druhém startu ve Světovém poháru v italském Toblachu (součást Tour de Ski) 29. 12. 2018 dosáhla na bodované 26. místo. Další body si však již ve své premiérové sezóně Světového poháru nepřipsala. V téže sezóně také poprvé startovala na Mistrovství světa dospělých a ve sprintu doběhla na 29. místě. Své kariérní maximum ve Světovém poháru si zlepšila v následující sezóně ve sprintu v Drážďanech, kde obsadila 20. místo.
Na ještě vyšší příčky zaútočila v sezóně 2020/21. Nejprve v Davosu ve sprintu obsadila 14. místo a jen o setinu sekundy jí unikl postup do semifinále. Hned o týden později byla v Drážďanech jedenáctá, když ji v semifinále v dobré pozici připravila o šanci na postup zlomená hůlka. Ve švédském Ulricehamnu se dokonce poprvé prosadila do elitní desítky a při své druhé účasti v semifinále sprintu dojela devátá. V této formě vzápětí útočila na titul mistryně světa do 23 let ve sprintu klasicky ve Vuokatti, když vyhrála v kvalifikaci, ve čtvrtfinále, v semifinále a i ve finále běžela v cílové rovince na prvním místě, ovšem zezadu ji Anastasie Falejevová při přejíždění z jedné stopy do druhé zavadila o lyži, Beranová spadla a cílem projela jako poslední. Následně jury vyhodnotila Beranové manévr během finálové jízdy jako blokování soupeřky Louise Lindströmové a zařadila Beranovou na konec výsledkové listiny, což po diskvalifikaci Falejevové znamenalo celkové 5. místo. Na šampionátu dospělých v Oberstdorfu si o 9 míst zlepšila umístění z roku 2019, ale na postup ze čtvrtfinále to nestačilo.
V olympijské sezóně ve Světovém poháru třikrát zajela na bodovaném umístění, z toho nejlépe na 20. místě hned v úvodním závodě ve finské Ruce. Na samotné olympiádě v Pekingu byla ve sprintu dvacátá. Startovala rovněž ve štafetě, kterou rozjížděla na prvním úseku a předávala na předposledním 17. místě, sama proto svůj výkon hodnotila jako propadák.
Na umístění v první desítce v závodech Světového poháru znovu navázala v sezóně 2022/23. Hned v úvodním závodě v Ruce sedmým místem o dvě příčky vylepšila své individuální maximum z února 2021 v Ulricehamnu. Jednalo se o sprint klasickou technikou, v níž dosud dosahovala horších výsledků než ve volné technice. Tentokrát s velkým náskokem vyhrála čtvrtfinále, když se do čela posunula v závěrečném kopci při nájezdu do cílové rovinky a stejnou taktiku se pokusila uplatnit i v semifinále, ale ve finiši ji z druhého místa vytlačila Skistadová, jež na cílové čáře dostala špičku boty před Beranovou a té tak postup do finále o tři setiny sekundy unikl. V dalším sprinterském závodě klasickou technikou v Beitostølenu se umístila ještě o příčku lépe a postoupila do finále sprintu Světového poháru jako první česká lyžařka od úspěchu Kateřiny Neumannové v roce 2007. Šesté místo zopakovala při Tour de Ski ve sprintu klasickou technikou ve Val di Fiemme, který byl pátou etapou, po níž podle plánu Tour ukončila. Na mistrovství světa v Planici ve sprintu klasicky postoupila do semifinále, kde doplatila na silnou skupinu se Sundlingovou, Ribomovou a Skistadovou a skončila celkově dvanáctá. Ve Světovém poháru do třetice vybojovala šesté místo ve sprintu volnou technikou v Tallinnu, přestože předchozí závody ve Falunu musela kvůli zdravotním potížím vynechat. Celkově to byla její dosud nejvydařenější sezóna, v níž se výrazně zlepšila v kontaktních rozjížďkách. Těží z výborného zrychlení a taktického přehledu. Na trati si drze hledá zkratky, když vidí šanci jít dopředu, neváhá. Oproti minulosti má víc natrénováno, díky čemuž vydrží víc rozjížděk.
Před sezónou 2023/24 bylo podle trenéra Jana France tajným snem pódiové umístění, to se však nepovedlo. Po dvou úvodních závodech v Ruce onemocněla covidem s těžkým průběhem, musela vynechat Tour de Ski a téměř dva měsíce nezávodila. V prvním závodě po nemoci, ve sprintu klasickou technikou v Oberhofu postoupila do semifinále a obsadila osmé místo, což bylo nakonec její sezónní maximum. Příliš se jí nedařilo v únorových závodech Světového poháru, které probíhaly v Kanadě a USA – nejlépe tam skončila na 23. místě ve sprintu klasickou technikou v Canmore. Do semifinále ve sprintu klasickou technikou se jí podařilo postoupit ještě v Drammenu, kde jedenáctým místem dosáhla druhého nejlepšího výsledku sezóny.
V sezóně 2024/25 se potýkala se zdravotními problémy ještě více než v té předchozí. Kvůli nemoci musela tentokrát vynechat zahájení Světového poháru v Ruce a znovu i Tour de Ski. První závod sezóny absolvovala až na začátku února v italském Cogne, kde se jí v klasickém sprintu nepodařilo postoupit z kvalifikace. O dva týdny později ve Falunu v klasickém sprintu již útočila na postup do semifinále, ale ve finiši neudržela druhou příčku a dosažený čas jí k postupu nestačil, nicméně čtrnáctým místem dosáhla nejlepšího výsledku sezóny. Na Mistrovství světa v Trondheimu, kde se individuální sprint jel volnou technikou, nezopakovala postup do semifinále z Planice a dojela pětadvacátá. Poprvé na šampionátu startovala i ve sprintu dvojic a s Kateřinou Janatovou dojely osmé, sama Beranová však své vystoupení pro Českou televizi hodnotila jako strašné a dodala: „Je to škoda, že  nejsem v dobrém rozpoložení, aby to aspoň do té pětky dalo.“ Ve zbývajících závodech sezóny již nestartovala.
Před olympijskou sezónou se připravovala individuálně mimo reprezentační tým, ze kterého odešel šéftrenér Jan Franc, a spolupracovala s finským trenérem Ilkkou Jarvou, který v minulosti také vedl českou reprezentaci.

## Výsledky

### Výsledky ve Světovém poháru
| Sezóna  | Věk | Sezónní výsledky | Sezónní výsledky | Sezónní výsledky | Sezónní výsledky | Výsledky na Ski Tour | Výsledky na Ski Tour | Výsledky na Ski Tour | Výsledky na Ski Tour |
| Sezóna  | Věk | Celkově          | Distance         | Sprinty          | U23              | Nordic Opening       | Tour de Ski          | WC Final             |                      |
| ------- | --- | ---------------- | ---------------- | ---------------- | ---------------- | -------------------- | -------------------- | -------------------- | -------------------- |
| 2018/19 | 20  | 112.             | —                | 76.              |                  | —                    | DNF                  | —                    |                      |
| 2019/20 | 21  | 89.              | —                | 61.              |                  | DNF                  | —                    | —                    |                      |
| 2020/21 | 22  | 48.              | —                | 19.              | 9.               | DNF                  | DNF                  | —                    |                      |
| 2021/22 | 23  | 73.              | 85.              | 49.              | —                | —                    | —                    | —                    |                      |
| 2022/23 | 24  | 45.              | 103.             | 18.              | —                | —                    | DNF                  | —                    |                      |
| 2023/24 | 25  | 46.              | 85.              | 25.              | —                | —                    | —                    | —                    |                      |

### Výsledky na OH
| Rok  | Věk | 10 km | 15 km skiatlon | 30 km hromadný start | sprint | 4 × 5 km štafeta | sprint dvojic |
| ---- | --- | ----- | -------------- | -------------------- | ------ | ---------------- | ------------- |
| 2022 | 23  | —     | —              | —                    | 20.    | 13.              | —             |

### Výsledky na MS
| Rok  | Věk | 10 km | 15 km skiatlon | 30 km hromadný start | sprint | 4 × 5 km štafeta | sprint dvojic |
| ---- | --- | ----- | -------------- | -------------------- | ------ | ---------------- | ------------- |
| 2019 | 20  | —     | —              | —                    | 29.    | —                | —             |
| 2021 | 22  | —     | —              | —                    | 20.    | —                | —             |
| 2023 | 24  | —     | —              | —                    | 12.    | —                | —             |
| 2025 | 26  | —     | —              | —                    | 25.    | —                | 8.            |